# Exilisia pluripunctata
Exilisia pluripunctata là một loài bướm đêm thuộc phân họ Arctiinae, họ Erebidae.